# 免試入學
免試入學（简称免试），是指不經由考試而以其他方式入學，例如推甄、保送、學區分發等，通常各制度各有其名稱，不會泛稱為免試入學。
- 中華民國在高中職多元入學制度中有「免試入學制度」，但在12年國教實施後仍需參加國中教育會考，再依會考等成績進行超額比序後分發，而非真正如字面上的免試，總而言之就是要考試並採納分數。以北北基為例，可分為兩種途徑：「優先免試入學」（優免、小免）與「普通免試入學」（普免、大免）[1]。

- 中華人民共和國在2012年起試辦香港學生豁免內地普通高等學校聯合招收華僑、港澳地區及台灣省學生考試，也常被簡稱為免試入學[2]。